# 旧師団長官舎 (上越市)
旧師団長官舎（きゅうしだんちょうかんしゃ）は、陸軍第13師団の三代目師団長である長岡外史によって建設された官舎を移築した歴史博物館である。
1910年（明治43年）に高田市南城町に建設された。1991年（平成3年）まで高田駐屯地で幹部宿舎として使用された後、上越市に譲渡された。1993年（平成5年）4月、大町2丁目に移築された。これは、上越市内に残る明治期の洋風建築の保存を目的としたものである。開館時には、内装・外装・調度品の復元が行われている。
様式は和洋折衷であり、1階が洋風、2階が和風となっている。

## 概要
1910年（明治43年）6月に、3代目13師団長である長岡外史が着任した。翌7月に13師団長官舎建設を長岡が指示、同年11月に落成した。同年にレルヒ少佐が13師団に着任した時に、師団長官舎前で記念撮影を行なっている。その後、宇垣軍縮によって13師団は解体されたが、建物は旅団長官舎として使用された。1945年（昭和20年）に終戦を迎えた後、同年9月にアメリカ陸軍が施設に入る。主に上層部に使われた。3年後の1948年（昭和23年）からアメリカ陸軍顧問団が師団長官舎を利用した。1991年（平成3年）まで陸上自衛隊高田駐屯地の幹部宿舎として利用されていた。

## 現在
1991年（平成3年）から解体移築工事が始まり、1993年（平成5年）4月に現在の場所に移転された。